# Bures (Orne)
Bures és un municipi francès situat al departament de l'Orne i a la regió de Normandia. L'any 2007 tenia 174 habitants.

## Demografia

### Població
El 2007 la població de fet de Bures era de 174 persones. Hi havia 62 famílies de les quals 8 eren unipersonals (4 homes vivint sols i 4 dones vivint soles), 25 parelles sense fills i 29 parelles amb fills.
La població ha evolucionat segons el següent gràfic:
Habitants censats

### Habitatges
El 2007 hi havia 96 habitatges, 63 eren l'habitatge principal de la família, 24 eren segones residències i 8 estaven desocupats. 93 eren cases i 1 era un apartament. Dels 63 habitatges principals, 55 estaven ocupats pels seus propietaris, 7 estaven llogats i ocupats pels llogaters i 1 estava cedit a títol gratuït; 1 tenia una cambra, 3 en tenien dues, 6 en tenien tres, 21 en tenien quatre i 32 en tenien cinc o més. 47 habitatges disposaven pel capbaix d'una plaça de pàrquing. A 23 habitatges hi havia un automòbil i a 38 n'hi havia dos o més.

### Piràmide de població
La piràmide de població per edats i sexe el 2009 era:
| Homes | Edats   | Dones |
| ----- | ------- | ----- |
| 0     | 95 o +  | 0     |
| 0     | 90 a 94 | 0     |
| 0     | 85 a 89 | 0     |
| 0     | 80 a 84 | 0     |
| 4     | 75 a 79 | 8     |
| 4     | 70 a 74 | 0     |
| 4     | 65 a 69 | 0     |
| 4     | 60 a 64 | 0     |
| 4     | 55 a 59 | 8     |
| 4     | 50 a 54 | 12    |
| 0     | 45 a 49 | 0     |
| 8     | 40 a 44 | 4     |
| 12    | 35 a 39 | 12    |
| 4     | 30 a 34 | 4     |
| 8     | 25 a 29 | 0     |
| 0     | 20 a 24 | 4     |
| 0     | 15 a 19 | 12    |
| 12    | 10 a 14 | 4     |
| 4     | 5 a 9   | 4     |
| 0     | 0 a 4   | 8     |

## Economia
El 2007 la població en edat de treballar era de 113 persones, 88 eren actives i 25 eren inactives. De les 88 persones actives 82 estaven ocupades (45 homes i 37 dones) i 6 estaven aturades (4 homes i 2 dones). De les 25 persones inactives 8 estaven jubilades, 9 estaven estudiant i 8 estaven classificades com a «altres inactius».

### Ingressos
El 2009 a Bures hi havia 66 unitats fiscals que integraven 183 persones, la mediana anual d'ingressos fiscals per persona era de 16.077 €.

### Activitats econòmiques
Dels 6 establiments que hi havia el 2007, 2 eren d'empreses de construcció, 2 d'empreses de comerç i reparació d'automòbils, 1 d'una empresa de serveis i 1 d'una entitat de l'administració pública.
Dels 3 establiments de servei als particulars que hi havia el 2009, 1 era un taller de reparació d'automòbils i de material agrícola, 1 paleta i 1 fusteria.
L'any 2000 a Bures hi havia 17 explotacions agrícoles que ocupaven un total de 455 hectàrees.

## Poblacions més properes
El següent diagrama mostra les poblacions més properes.